# 세네갈갈라고
세네갈갈라고(Otolemur senegalensis)는 갈라고과에 속하는 작은 야행성 영장류의 일종이다. 세네갈부시베이비 또는 작은갈라고로도 불린다.

## 아종
세네갈갈라고는 4종의 아종이 있다.
- Galago senegalensis senegalensis
- Galago senegalensis braccatus
- Galago senegalensis sotikae
- Galago senegalensis dunni